# ساشا لوی
ساشا لوی (انگلیسی: Sacha Levy) یک شخصیت خیالی از سریال درام پزشکی بی‌بی‌سی وان، هالبی سیتی است که توسط باب بارئت بازی می‌شود.